# Маккенна Дебевер
Маккенна Дебевер (ісп. McKenna DeBever, 5 червня 1996) — перуанська плавчиня.
Учасниця Олімпійських Ігор 2020 року.
Призерка Південнамериканських ігор 2018 року.
Чемпіонка Південної Америки з плавання 2021 року.